# Stročnice
Stročnice (znanstveno ime Fabales) so velik red kritosemenk. Imajo pet-števne cvetove, ki so pri večini predstavnikov dvobočno somerni (»metuljasti«), ime pa je red dobil po tem, da je njihov plod strok. Za večino stročnic je tudi značilno, da tvorijo sožitje z bakterijami iz rodu Rhizobium, ki v zameno za metabolno energijo vežejo dušik iz zraka v obliko, ki jo lahko rastlina uporabi. V ta namen so razvite značilne odebelitve koreninskega sistema kjer živijo bakterije.
Sistematika reda je še nedodelana in v starejših virih se pogosto obravnava kot ena sama družina. Po klasifikaciji Skupine za filogenijo kritosemenk (sistem AGP II) uvrščamo vanjo štiri družine. Daleč največja družina stročnic so metuljnice, ki so tretja največja družina rastlin in na račun pomena za človeško prehrano (fižol, grah,...) tudi najbolj raziskana.